# ساعي دراجة نارية

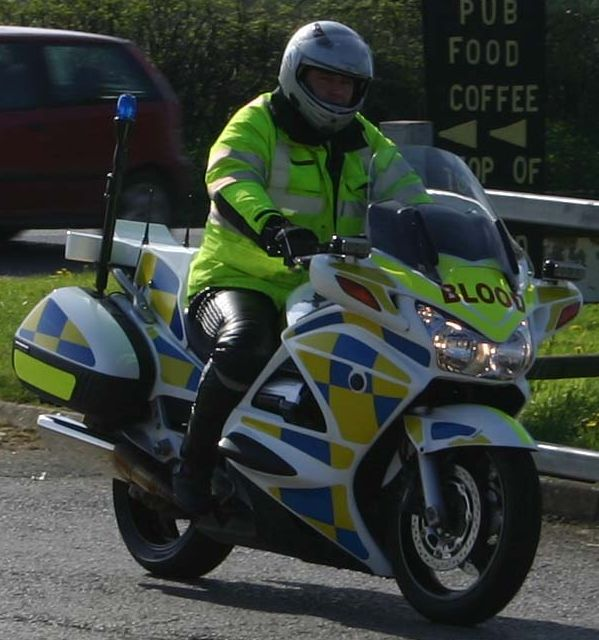
ساعي على دراجة هوندا اس تي 1300 دراجة الدم التي تديرها جمعية أحرار الخدمة الطوعية الطارئة في جنوب غرب إنجلترا

ساعي دراجة نارية هو ساعي يستخدم دراجة نارية. ويوجد سعاة الدراجات النارية يشكل شائع في المراكز الحضرية الرئيسية المزدحمة في أوروبا وأمريكا الجنوبية (وخاصة البرازيل) وآسيا وأمريكا الشمالية.